# Organel
Et organel (betyder lille organ) er en struktur, som ligger indlejret i cytoplasmaet i cellens indre. Et organel er en struktur i cellen, der er omgivet af membran. Ribosomer er dermed ikke organeller. Det har præcise funktioner i cellens stofskifte. Betegnelsen bruges om eukaryote celler.
Nogle af de større organeller har formentlig først været parasitiske eller endosymbionte bakterier. De har deres eget DNA:
- grønkorn (kloroplast)
- mitokondrie (en opr. glycobacteria, cellens batterier)
- flageller (nogle forskere mener at de kom fra Spirochaete)
- peroxisomer (en opr. posibacteria (mangler ydre membran), oxiderer diverse stoffer)

Andre organeller:
- cilium (fimrehår)
- cellekerne
- centriole
- endoplasmatisk reticulum
- flagel (fimrehår)
- Golgiapparat
- lysosom (knopskyder fra Golgiapparatet)
- myofibril
- plastid
- peroxisom
- vakuole
- vesikel